# Sir Henry Cooper Junior Masters
De Sir Henry Cooper Junior Masters is het voornaamste, Europese golftoernooi voor top-amateurs onder de 18 jaar. De eerste editie was in 1998. Er worden 72 holes in twee dagen gespeeld.
Dat golf een populaire sport is geworden, is onder andere te zien aan de opkomende jeugd. In 2008 schreven 115 spelers zich voor dit 72-holes toernooi in voor 72 plaatsen en werd de toegestane handicap vastgesteld op 0,4. In 2006 was de limiet nog 1,6, in 2007 was het 1,0; Het toernooi wordt gefinancierd door de Sir Henry Cooper Stichting.
Het baanrecord van Nizels is 63 en werd geëvenaard door Chris Lloyd in 2009.

## Winnaars
| Jaar | Baan                                  | Winnaar         |
| ---- | ------------------------------------- | --------------- |
| 1998 |                                       | Russell Jones   |
| 1999 |                                       | Zane Scotland   |
| 2000 |                                       | Mike Skelton    |
| 2001 |                                       | Farren Keenan   |
| 2002 |                                       | Matt Richardson |
| 2003 |                                       | David Gojka     |
| 2004 |                                       | Joost Luiten    |
| 2005 |                                       | James Watts     |
| 2006 | Nizels Golf & Country Club, Sevenoaks | Luke Goddard    |
| 2007 | Nizels Golf & Country Club, Sevenoaks | Tom Lewis       |
| 2008 | Nizels Golf & Country Club, Sevenoaks | Jonathan Bell   |
| 2009 | Nizels Golf & Country Club, Sevenoaks | Chris Lloyd     |
| 2010 | Nizels Golf & Country Club, Sevenoaks | Nathan Kimsey   |
| 2011 | Nizels Golf & Country Club, Sevenoaks | Toby Tree       |
| 2012 | Nizels Golf & Country Club, Sevenoaks | Craig Howie     |

Het toernooi is opgezet door Alan Cheeseman, die een evenement wilde scheppen waar jonge topspelers als volwassen spelers zouden worden behandeld, incl. het recht op gebruik van caddies. Het toernooi zou zijn als een toernooi op de Europese Tour, met reclameborden, een tentendorp e.d.
De handicaplimiet werd op 3,0 gesteld maar is in de loop der jaren gezakt tot 0,4;
De Junior Masters is inmiddels door de R&A gepromoveerd tot ' Masters'. De winnaar krijgt een ' Masters Jacket' van Sir Henry, die de beschermheer van het toernooi is.
Vanaf 2009 telt het toernooi mee voor de World Amateur Golf Ranking.

## Andere spelers
- Diverse matchplay-deelnemers zijn inmiddels professional geworden. Rhys Davies, Oliver Fisher, David Horsey en John Parry hebben inmiddels een toernooi op de Europese PGA Tour gewonnen.
- 1999-winnaar Zane Scotland kwalificeerde zich twee weken later voor het Brits Open op Carnoustie. Hij speelt sinds 2007 op de Europese Tour.
- 2002-winnaar Matt Richardson speelde de Walker Cup in 2005 en speelt sindsdien op de Europese Tour.
- 2008-winnaar Jonathan Bell won ook o.a. het South East Junior Championship.